# Mark 48 (torpedo)
De Mark 48 (afgekort als Mk 48) is een zwaargewichtstorpedo, die zowel in de Amerikaanse, Canadese, Australische, Taiwanese, als in de Nederlandse marine ingezet wordt. Hij kan alleen vanaf onderzeeboten gelanceerd worden.
De Mark 48 en de verbeterde ADCAP-variant (Advanced Capability) zijn ontworpen om snelle, diep-duikende nucleaire onderzeeboten en hoge-prestatie oppervlakteschepen te doen zinken.
De Mark 48 is ontworpen om gelanceerd te worden vanuit de torpedobuizen van een onderzeeboot. Alle onderzeeboten van de Amerikaanse marine, inclusief de Ohioklasse, de Seawolfklasse, de Los Angelesklasse en de Virginiaklasse zijn bewapend met deze torpedo's.
De torpedo doet dienst sedert 1972, toen deze de Mk-37- en Mk-14-torpedo's verving. De Mk 48 ADCAP kwam in gebruik in 1988 en werd goed bevonden voor volledige productie in 1989.
Mk 48- en Mk 48 ADCAP-torpedo's kunnen gestuurd worden vanuit een onderzeeboot door middel van draden, verbonden met de torpedo. Ze kunnen ook hun eigen actieve of passieve sensoren gebruiken om voorgeprogrammeerde doelwitten te zoeken en aan te vallen. De torpedo's zijn ontworpen om te ontploffen onder de kiel van een oppervlakteschip, zodat het casco van het schip gebroken wordt en de structurele integriteit vernietigd wordt. Beide torpedo's kunnen, als ze missen, nog een rondje maken en het opnieuw proberen.

## Technische gegevens
| Indienststelling | 1972 ADCAP 1989                                                                          |
| Lengte           | 5,79 meter                                                                               |
| Diameter         | 533 millimeter                                                                           |
| Massa            | 1545,3 kg ADCAP: 1662,75 kg                                                              |
| Snelheid         | Officieel: meer dan 28 kn (52 km/h) Vermoedelijk: 55 kn                                  |
| Bereik           | Officieel: meer dan 5 nm (~9 km) Vermoedelijk: 32 km (bij 55 kn) ADCAP 35 km (bij 55 kn) |
| Diepte           | Officieel: meer dan 1.200 voet (~366 meter) Vermoedelijk: 1000 meter                     |
| Springkop        | 292,5 kg HE-Springstof (ca. 1200 kg TNT-equivalent)                                      |

## Voorbeeld van een inzet
Een onderzeeboot van de Australische Collinsklasse, HMAS Farncomb, lanceerde op 14 juni 1999 de torpedo op het 28 jaar oude fregat HMAS Torrens. De torpedo ontplofte onder de romp, zoals gepland, en brak het fregat in tweeën. Het stuk aan de kant van het achtersteven zonk direct na de treffer, de kant van de boeg iets later. De waterkolommen waren circa 150 meter hoog.